# Градостроительное право
Градострои́тельное пра́во — комплексная отрасль права, регулирующая общественные отношения в области градостроительной деятельности. В него входят нормы административного, гражданского, земельного, финансового, экологического, уголовного права. Основным источником градостроительного права в Российской Федерации является Градостроительный кодекс. Применительно к земельному участку или территории наиболее полные сведения о градостроительном праве содержатся соответственно в  градостроительном плане земельного участка или проекте планировки территории, а также в правилах землепользования и застройки.

## Состав градостроительного права
Градостроительное право включает в себя все положения законодательства, которые являются формирующими составляющими градостроительного права. Такие положения содержатся в Конституции России, Градостроительном кодексе, Гражданском кодексе, Земельном кодексе, Водном кодексе, Воздушном кодексе, федеральных законах «Об архитектурной деятельности в РФ», «О содействии развитию жилищного строительства» и «Об охране окружающей среды», постановлениях правительства России, региональном законодательстве и других документах. 
Также важными составляющими строительного права выступают решения органов местного самоуправления или органов государственной власти (России или городов федерального значения Москвы и Санкт-Петербурга) с предварительным прохождением публичных слушаний, строительные и санитарные правила, договорные отношения, обычай, прецедент.

## Характер градостроительного права
В целях соблюдения баланса общественных и частных интересов, градостроительное право носит преимущественно ограничительный характер. 

В соответствии с частью 2 статьи 40 Конституции России органы государственной власти и органы местного самоуправления поощряют жилищное строительство. Однако в Градостроительном Кодексе Российской Федерации, являющемся основным источником градостроительного права, данная норма не получила развития.